# I Got a Cheat Skill in Another World and Became Unrivaled in the Real World, Too
I Got a Cheat Skill in Another World and Became Unrivaled in the Real World, Too (異世界でチート能力を手にした俺は、現実世界をも無双する〜レベルアップは人生を変えた〜?, Isekai de chīto sukiru o te ni shita ore wa, genjitsu sekai o mo musō suru: reberu appu wa jinsei o kaeta, lett. "Io, che ho ottenuto l'abilità di imbrogliare in un altro mondo, non ho rivali nemmeno nel mondo reale ~Salire di livello mi ha cambiato la vita~") è una serie di light novel scritta da Miku e illustrata da Rein Kuwashima, che ha iniziato ad essere pubblicata sul sito web Kakuyomu a partire da marzo 2017. Successivamente è stata acquistata da Fujimi Shobō, che l'ha pubblicata a partire dal 20 dicembre 2018 sotto l'etichetta Fujimi Fantasia Bunko.
Un adattamento manga, disegnato da Kazuomi Minatogawa, è stato serializzato sul sito web Dengeki PlayStation Comic Web di ASCII Media Works a partire da dicembre 2019 e i suoi capitoli sono stati raccolti in sei volumi tankōbon a partire da luglio 2024.
Un adattamento anime della serie, prodotto da TMS Entertainment e animato da Millepensee, è stato trasmesso da aprile a giugno 2023. Uno speciale televisivo è stato annunciato.

## Trama
Yuya Tenjō è uno studente delle medie sovrappeso, basso e mansueto, vittima di bullismo ed è tormentato dalla sua famiglia, ad eccezione di suo nonno che è l'unica persona che si prende cura di lui. Quando suo nonno muore e rende Yuya l'unico erede della sua casa, i suoi genitori lo abbandonano ed è costretto a vivere lì da solo. All'interno della casa il ragazzo scopre un portale per un altro mondo, in cui ottiene il potere di cambiare la sua vita per sempre.

## Personaggi

Lexia, Yuya e Luna nell'anime

Yuya Tenjō (天上 優夜?, Tenjō Yūya)
Doppiato da: Yoshitsugu Matsuoka (ed. giapponese), Lorenzo Briganti, Laura Cherubelli (da bambino) (ed. italiana)
Yuya è un ragazzo sovrappeso, piuttosto basso e tranquillo, di buon cuore. A causa del suo aspetto è vittima di bullismo a scuola, ignorato nella vita privata dai genitori e insultato e deriso dal fratello e dalla sorella minore, i quali sono invece viziati dai familiari. Soltanto suo nonno gli ha sempre dimostrato affetto e trasmesso i suoi valori, di come per quanto nella vita le cose siano difficili si debba fare la cosa giusta e avere coraggio. Consapevole di come il resto della famiglia lo trattasse, suo nonno nel testamento specificò che nessuno se non Yuya avrebbe ereditato la sua casa. I genitori, infatti, tentano di appropriarsene alla morte, ma la volontà del nonno è stata resa chiara e per tanto Yuya va a vivere lì da solo, cacciato di casa dal resto della famiglia. Prima di entrare alle superiori, Yuya trova un portale per un altro mondo dentro una stanza segreta nella casa del nonno. Il portale lo porta nell'abitazione di un saggio abitante dell'altro mondo, anch'egli defunto, e Yuya, essendo dentro alla sua casa, ne diviene il legittimo erede. Tale saggio, un maestro in combattimento, forgiatura e magia, ha lasciato dietro di sé una piccola casa in una foresta abitata da belve violente e potentissime, ma che non possono in alcun modo varcare i confini del giardino della sua casa. Approfittando di questa protezione e di alcune armi letali create dal saggio stesso, Yuya uccide un mostro molto potente e ottiene un potenziamento di livello e converte le spoglie lasciate dal mostro in denaro giapponese. Una volta tornato nel mondo normale, però, Yuya riceve gli effetti del potenziamento e il suo corpo cambia radicalmente, facendolo diventare alto e bellissimo, oltre a disporre di tutti i poteri e capacità sovrumane ottenute nell'altro mondo. Yuya inizia così a farsi una nuova vita, dividendo il tempo tra la nuova scuola superiore, con tanti nuovi amici, e l'esplorazione dell'altro mondo, dove sale continuamente di livello e ottiene più abilità.
Kaori Hōjō (宝城 佳織?, Hōjō Kaori)
Doppiata da: Akari Kitō (ed. giapponese), Martina Tamburello (ed. italiana)
Kaori è una ricca, bella e giovane studentessa della prestigiosa Osei Academy nonché figlia del preside della stessa scuola. Kaori è una ragazza molto gentile e di buon cuore, conobbe Yuya quando quest'ultimo interviene per difenderla da tre molestatori lungo la strada, venendo selvaggiamente picchiato per questo. All'arrivo della polizia, Yuya se ne va malgrado Kaori volesse accompagnarlo in ospedale. Kaori, da quell'incontro, fa indagini su di lui e decide di ricompensarlo invitandolo alla sua stessa scuola, pensando che lì avrebbe potuto costruirsi un migliore avvenire. Kaori va da Yuya il primo giorno delle superiori e lo riconosce malgrado il cambiamento radicale avvenuto in quest'ultimo, per poi invitarlo alla Osei. Kaori viene aiutata e difesa in altre occasioni da Yuya, finendo con l'innamorarsi di lui. Kaori è la prima persona cui Yuya decide di rivelare il segreto del portale per l'altro mondo e anche la prima che porta con sé in una delle sue esplorazioni. Dopo aver mangiato del cibo nell'altro mondo che aumenta il suo livello, Kaori diventa a sua volta sovrumana nel mondo reale, al punto da poter sollevare facilmente il suo letto con una mano sola senza fatica.
Lexia von Arselia (レクシア・フォン・アルセリア?, Rekushia fon Aruseria)
Doppiata da: Kaori Maeda (ed. giapponese), Giada Bonanomi (ed. italiana)
Lexia è la principessa del Regno di Arselia situato nell'altro mondo, figlia dell'attuale re e di una sua concubina, un alto elfo. Lexia incontra per caso Yuya quando questi la salva nelle Terre Oscure da un mostro, innamorandosene a prima vista e costringendo la sua guardia reale a scortarla nuovamente nella foresta per poterlo incontrare. Una volta ritrovato, gli chiede di sposarla. Yuya rifiuta la proposta asserendo di non conoscerla affatto, quindi Lexia gli propone di iniziare diventando amici, pensando che non esista una storia d'amore senza un po' di ostacoli. Con il tempo Lexia diventa una persona importante per Yuya, il quale le rivelerà anche di provenire da un altro mondo e lei, di tutta risposta, sceglie di visitarlo insieme a lui e di iscriversi alla Osei Academy per potergli stare vicino.
Miu Midō (御堂 美羽?, Midō Miu)
Doppiata da: Sayaka Senbongi (ed. giapponese), Veronica Cuscusa (ed. italiana)
Miu è una famosa fotomodella che conosce Yuya casualmente al centro commerciale perché il suo collega, ubriaco e perdigiorno, non si è fatto vedere per il loro servizio, così il suo fotografo ha preso Yuya per sostituirlo, notando la sua bellezza. Quando il suo collega arriva a servizio concluso cerca di molestarla, ma Yuya la difende, accattivandosi l'interesse romantico della giovane.
Kaede Kazama (風間 楓?, Kazama Kaede)
Doppiata da: Ayana Taketatsu (ed. giapponese), Elisa Giorgio (ed. italiana)
Un energico membro femminile della squadra di atletica leggera della Osei che si interessa a Yuya dopo aver visto le sue notevoli capacità atletiche. La sua caratteristica più notevole è la dimensione del suo seno piuttosto generoso.
Yukine Hyōdō (氷堂 雪音?, Hyōdō Yukine)
Doppiata da: Shizuka Ishigami (ed. giapponese), Chiara Preziosi (ed. italiana)
Una studentessa della Osei Academy con capelli corti, tinti di blu e occhi perennemente assonati.
Ryo Igarashi (五十嵐 亮?, Igarashi Ryō)
Doppiato da: Nobuhiko Okamoto (ed. giapponese), Giuseppe Palasciano (ed. italiana)
Uno studente della Osei Academy con i capelli castano chiaro e dalla personalità estroversa. Sebbene sia un atleta naturale, non si è iscritto a nessuno dei vari club di atletica della scuola, preferendo al massimo essere un membro ospite.
Shingo Kurata (倉田 慎吾?, Kurata Shingo)
Doppiato da: Ayumu Murase (ed. giapponese), Sebastiano Tamburrini (ed. italiana)
Uno studente della Osei Academy e amico di Ryo. Porta gli occhiali ed è piuttosto timido, come espresso da una leggera balbuzie. È un membro del club di videogiochi della scuola.
Akira Ichinose (一ノ瀬 晶?, Ichinose Akira)
Doppiato da: Jun Fukuyama (ed. giapponese), Matteo Garofalo (ed. italiana)
Uno studente della Osei Academy caratterizzato da setosi capelli biondi e un carattere bonario ma eccessivamente drammatico. Abitualmente si definisce "il nobiluomo della Osei Academy".
Rin Kanzaki (神崎 凜?, Kanzaki Rin)
Doppiata da: Mai Nakahara (ed. giapponese), Annalisa Longo (ed. italiana)
Una studentessa sicura di sé e un po' birichina della Osei Academy e autoproclamata disciplinare di Akira.
Professoressa Sawada (澤田ー先生?, Sawada-sensei)
Doppiata da: Manami Numakura (ed. giapponese), Francesca Bielli (ed. italiana)
L'insegnante di Yuya alla Osei Academy. Languida, ancora single, alcolizzata e nonostante l'improprietà della sua posizione, propone a Yuya di sposarla durante una gita scolastica a tema sopravvivenza dopo aver assaggiato uno dei suoi piatti cucinati per l'occasione.
Luna (ルナ?, Runa)
Doppiata da: Ai Kakuma (ed. giapponese), Ludovica De Caro (ed italiana)
Una ragazza dai capelli argentei di Arselia nata in povertà, che divenne una feroce assassina nella sua lotta per la sopravvivenza e fu reclutata nella Gilda delle tenebre, un'organizzazione di assassini professionisti, dove divenne famosa con il nome di "cacciatrice di teste". Viene assunta dal principe Reigar per eliminare la sua sorellastra Lexia, ma dopo aver incontrato il protettore di Lexia, Yuya, si innamora di lui e, dopo che Yuya e Lexia la perdonano, la principessa la accoglie come sua guardia del corpo. Le sue armi principali sono dei fili estremamente affilati e resistenti che può controllare dalla punta delle dita.
Yuti (ユティ?, Yuti)
Doppiata da: Rina Hidaka (ed. giapponese), Chiara Leoncini (ed. italiana)
Un membro della Corruzione, le controparti e nemesi dei Santi. È l'ex apprendista del Santo dell'arco, ucciso dagli umani, il che l'ha portata a unirsi alla Corruzione per vendicarsi dell'umanità che ha tradito il suo maestro. Brandisce l'arco del suo maestro, che può creare frecce con effetti diversi a suo piacimento. Akatsuki usa il suo potere per distruggere il potere della Corruzione che possedeva il suo corpo, dopodiché Yuya decide di aiutarla e lei si iscrive anche all'Osei Academy. Yuti è innamorata di Yuya.
Night (ナイト?, Naito)
Doppiata da: Nao Tōyama (ed. giapponese), Elisa Giorgio (ed. italiana)
Night è un cucciolo di Fenrir nero salvato da Yuya nelle Terre Oscure, Night, essendo un randagio senza famiglia, viene domato subito da Yuya quando questi gli presta soccorso e si affeziona immediatamente a lui. Night viene portato nel mondo normale da Yuya, dove viene fatto passare per un cucciolo di cane anziché lupo. Night è estremamente fedele a Yuya, capisce perfettamente quel che dice e non manca mai di dimostragli affetto, oltre ad essere gentile con tutte le sue amiche. Malgrado l'aspetto minuto, Night è una creatura molto potente, capace di fare a pezzi mostri di alto livello con facilità con le sue zanne. Accompagna sempre Yuya nelle sue esplorazioni.
Maestro Coniglio (ウサギ?, Usagi)
Doppiato da: Kazuhiko Inoue (ed. giapponese), Ruggero Andreozzi (ed. italiana)
Un membro dei Santi, esseri del mondo parallelo che hanno acquisito la padronanza del loro elemento distintivo (nel suo caso, la capacità di sferrare calci estremamente potenti) per proteggere il loro mondo dalle loro controparti malvagie, i membri della Corruzione. Pur apparendo con le sembianze di un coniglio bianco, è senziente e capace di comunicare tramite la telepatia. Dopo aver notato il potenziale di Yuya, lo addestra come suo successore nella sua tecnica del calcio divino, e Yuya in cambio gli insegna la magia.
Akatsuki (アカツキ?)
Doppiata da: Yuka Iguchi (ed. giapponese), Katia Sorrentino (ed. italiana)
Akatsuki è un cucciolo di maiale/cinghiale dalla pelliccia rossa che viene domato per puro caso da Yuya quando, incuriosito dalla sua vasca termale, ci entrò per farci un bagno insieme a Night e Yuya. Si affeziona subito a Yuya e lo segue con grande fedeltà. Come Night, anche lui capisce perfettamente il linguaggio umano. A differenza di Night, Akatsuki non è un combattente forte, pur essendo il suo livello molto elevato, al primo incontro con Yuya il suo livello è poco più basso rispetto a quello di Night quando quest'ultimo venne domato da Yuya. Akatsuki, infatti, eccelle nelle doti magiche, in particolare la guarigione e la purificazione, il suo potere gli permette persino di purificare e annientare il potere della Corruzione, un'abilità considerata di grado divino. Akatsuki è molto orgoglioso di se stesso e delle sue doti, adora essere lodato e cerca sempre di mettersi in mostra.
Yota Tenjo (天上 陽太?, Tenjō Yōta) e Sora Tenjo (天上 空?, Tenjō Sora)
Doppiati da: Yuki Sakakihara (Yota), e Yūko Ōno (Sora), (ed. giapponese), Marcello Gobbi (Yota), Deborah Morese (Yota da bambino) e Federica Simonelli (Sora) (ed. italiana)
Fratello e sorella minori di Yuya, essendo molto più belli e intelligenti di lui, i genitori li viziarono e loro trattarono a loro volta Yuya in modo sgarbato, come un fallito inutile. Dopo aver visto il suo cambiamento fisico lo accusarono di essersi rifatto l'aspetto con la chirurgia e lo insultarono nuovamente, finché Kaori non li interrompe per invitarlo alla Osei, per poi criticarli dicendo di aver indagato su di loro e che non meritano alcuna considerazione. Per vendicarsi, i due pagano una banda di teppisti per mettere a soqquadro la Osei, ma vengono fermati da Yuya e arrestati. Mentre viene portato via dalla polizia, il capo della banda cerca di uccidere entrambi, accusandoli di averli messi nei guai per futili motivi. Yuya protegge comunque Yota e Sora, i quali vengono poi arrestati dopo essere scoppiati in lacrime per il rimorso nei confronti del fratello maggiore.
Nonno di Yūya (お祖父さん?, Ojīsan)
Doppiato da: Tomomichi Nishimura (ed. giapponese), Oliviero Corbetta (ed. italiana)
Il nonno di Yuya recentemente scomparso che in passato era segretamente un viaggiatore in un mondo magico alternativo e l'unica persona nella famiglia di Yuya a trattarlo affettuosamente e con gentilezza. Il suo amorevole sostegno è divenuto la morale di Yuya nelle sue decisioni di aiutare le persone bisognose. Alla sua morte ha lasciato tutto ciò che possiede a Yuya, inclusa la sua casa.
Takeshi Araki (荒木 武?, Araki Takeshi)
Doppiato da: Chad Horii (ed. giapponese), Francesco Rizzi (ed. italiana)
Uno degli ex compagni di scuola e aguzzini di Yuya e membro di una banda di teppisti chiamata Orchi Rossi. Dopo la trasformazione di Yuya e il suo trasferimento alla Osei Academy, lui e gli altri membri degli Orchi Rossi si riuniscono nel cortile dell'istituto per vendicarsi di Yuya e Kaori ma Yuya sconfigge da solo l'intera banda che viene arrestata dalla polizia.
Arnold von Arselia (アーノルド・フォン・アルセリア?, Ānorudo fon Aseria)
Doppiato da: Akio Ōtsuka (ed. giapponese), Stefano Albertini (ed. italiana)
Il re di Arselia e il padre di Lexia, che adora sua figlia. Impugna una spada magica chiamata Grackle, che è in grado di tagliare qualsiasi cosa e che brandisce nei suoi attacchi d'ira ogni volta che sospetta eventuali azioni sconce o illecite commesse nei confronti di Lexia.
Owen (オーウェン?, Ōu~en)
Doppiato da: Masaki Terasoma (ed. giapponese), Andrea Failla (ed. italiana)
Un noto cavaliere di Arselia e il leader della squadra di cavalieri reali che comprende le guardie del corpo personali della principessa Lexia, che deve sopportare le buffonate sia della principessa che di suo padre.

## Media

### Light novel
La serie, scritta da Miku e illustrata da Rein Kuwashima, ha iniziato la pubblicazione online sul sito web Kakuyomu il 25 marzo 2017, con il titolo provvisorio Level Up wa jinsei o kaeta (レベルアップは人生を変えた? lett. "Salire di livello mi ha cambiato la vita"). Successivamente è stata acquistata da Fujimi Shobō, che ha iniziato a pubblicarne i volumi, sotto l'etichetta Fujimi Fantasia Bunko, a partire dal 20 dicembre 2018. A maggio 2025, i volumi pubblicati sono diciotto.
In Italia la serie è inedita, mentre, a settembre 2021, Yen Press ha annunciato di aver acquistato i diritti per la sua pubblicazione in inglese.
| Nº | Data di prima pubblicazione | Data di prima pubblicazione | Data di prima pubblicazione |
| Nº | Giapponese                  | Giapponese                  |                             |
| -- | --------------------------- | --------------------------- | --------------------------- |
| 1  | 20 dicembre 2018            | ISBN 978-4-04-073023-3      |                             |
| 2  | 20 aprile 2019              | ISBN 978-4-04-073024-0      |                             |
| 3  | 20 agosto 2019              | ISBN 978-4-04-073304-3      |                             |
| 4  | 20 dicembre 2019            | ISBN 978-4-04-073305-0      |                             |
| 5  | 17 aprile 2020              | ISBN 978-4-04-073632-7      |                             |
| 6  | 20 agosto 2020              | ISBN 978-4-04-073633-4      |                             |
| 7  | 19 dicembre 2020            | ISBN 978-4-04-073917-5      |                             |
| 8  | 20 maggio 2021              | ISBN 978-4-04-073918-2      |                             |
| 9  | 20 ottobre 2021             | ISBN 978-4-04-074248-9      |                             |
| 10 | 19 marzo 2022               | ISBN 978-4-04-074249-6      |                             |
| 11 | 20 agosto 2022              | ISBN 978-4-04-074576-3      |                             |
| 12 | 20 dicembre 2022            | ISBN 978-4-04-074577-0      |                             |
| 13 | 17 marzo 2023               | ISBN 978-4-04-074920-4      |                             |
| 14 | 20 giugno 2023              | ISBN 978-4-04-075016-3      |                             |
| 15 | 20 febbraio 2024            | ISBN 978-4-04-075300-3      |                             |
| 16 | 20 luglio 2024              | ISBN 978-4-04-075497-0      |                             |
| 17 | 20 dicembre 2024            | ISBN 978-4-04-075729-2      |                             |
| 18 | 20 maggio 2025              | ISBN 978-4-04-075888-6      |                             |

Una serie spin-off, intitolata I Got a Cheat Skill in Another World and Became Unrivaled in the Real World, Too: Girls Side (異世界でチート能力を手にした俺は、現実世界をも無双する　ガールズサイド ～華麗なる乙女たちの冒険は世界を変えた～?, Isekai de chīto nōryoku o te ni shita ore wa, genjitsu sekai o mo musō suru: Gāruzu Saido ~kareinaru otome-tachi no bōken wa sekai o kaeta~, lett. "Io, che ho ottenuto l'abilità di imbrogliare in un altro mondo, non ho rivali nemmeno nel mondo reale: Girls Side ~Le avventure di bellissime ragazze hanno cambiato il mondo~"), scritta da Ryō Kotohira e illustrata da Kuwashima, ha iniziato ad essere pubblicata, sempre sotto l'etichetta Fantasia Bunko, a partire dal 20 dicembre 2022. A maggio 2024, i volumi pubblicati sono cinque. La trama riguarda la decisione impulsiva della principessa Lexia di intraprendere un "viaggio di apprendimento" attraverso il suo mondo per diventare uguale a Yuya, e finisce per raccogliere le sue esperienze e aiutarlo a crescere in modo autonomo.
| Nº | Data di prima pubblicazione | Data di prima pubblicazione | Data di prima pubblicazione |
| Nº | Giapponese                  | Giapponese                  |                             |
| -- | --------------------------- | --------------------------- | --------------------------- |
| 1  | 20 dicembre 2022            | ISBN 978-4-04-074769-9      |                             |
| 2  | 17 marzo 2023               | ISBN 978-4-04-074921-1      |                             |
| 3  | 20 settembre 2023           | ISBN 978-4-04-075055-2      |                             |
| 4  | 19 gennaio 2024             | ISBN 978-4-04-075301-0      |                             |
| 5  | 17 maggio 2024              | ISBN 978-4-04-075449-9      |                             |

Il 20 febbraio 2025 è stata pubblicata un'altra storia spin-off. Intitolata I Got a Cheat Skill in Another World and Became Unrivaled in the Real World, Too: The Story of Kaori Hōjō ~ The Ignorant Young Lady Saved the World Behind the Scenes (異世界でチート能力を手にした俺は、 宝城佳織伝 ～常識知らずなお嬢様は陰で世界を救っていた～?, Isekai de chīto nōryoku o te ni shita ore wa, Hōjō Kaori ~jōshiki-shirazuna ojōsama wa in de sekai o sukutte ita~, lett. "Io, che ho ottenuto l'abilità di imbrogliare in un altro mondo, biografia di Kaori Hojo ~La giovane ignorante ha salvato segretamente il mondo~"), scritta anch'essa da Kotohira e illustrata da Kuwashima, la sua trama descrive l'incontro di Kaori Hojo con una ragazza magica di nome Noah e la scoperta del proprio potere magico nascosto dentro di sé nel corso delle avventure con lei. A luglio 2025, i volumi pubblicati sono due.
| Nº | Data di prima pubblicazione | Data di prima pubblicazione | Data di prima pubblicazione |
| Nº | Giapponese                  | Giapponese                  |                             |
| -- | --------------------------- | --------------------------- | --------------------------- |
| 1  | 20 febbraio 2025            | ISBN 978-4-04-075779-7      |                             |
| 2  | 18 luglio 2025              | ISBN 978-4-04-075974-6      |                             |

### Manga
Un adattamento manga della serie, disegnato da Kazuomi Minatogawa, ha iniziato la serializzazione sul sito Web Dengeki PlayStation Comic Web di ASCII Media Works il 13 dicembre 2019. A luglio 2024, i volumi tankōbon pubblicati sono sei. Anch'esso in Italia è inedito mentre in inglese è edito da Yen Press.
| Nº | Data di prima pubblicazione | Data di prima pubblicazione | Data di prima pubblicazione |
| Nº | Giapponese                  | Giapponese                  |                             |
| -- | --------------------------- | --------------------------- | --------------------------- |
| 1  | 26 agosto 2020              | ISBN 978-4-04-913364-6      |                             |
| 2  | 27 maggio 2021              | ISBN 978-4-04-913819-1      |                             |
| 3  | 10 marzo 2022               | ISBN 978-4-04-914299-0      |                             |
| 4  | 26 dicembre 2022            | ISBN 978-4-04-914778-0      |                             |
| 5  | 25 agosto 2023              | ISBN 978-4-04-915225-8      |                             |
| 6  | 26 luglio 2024              | ISBN 978-4-04-915823-6      |                             |

Un adattamento manga della serie spin-off Girls Side, disegnato da Miinosuke Seo, ha iniziato la serializzazione sui siti web KadoComi e Nico Nico Manga il 25 aprile 2024. I capitoli vengono raccolti in volumi tankōbon a partire dal 27 novembre 2024. A giugno 2025, i volumi pubblicati sono due.
| Nº | Data di prima pubblicazione | Data di prima pubblicazione | Data di prima pubblicazione |
| Nº | Giapponese                  | Giapponese                  |                             |
| -- | --------------------------- | --------------------------- | --------------------------- |
| 1  | 27 novembre 2024            | ISBN 978-4-04-916076-5      |                             |
| 2  | 27 giugno 2025              | ISBN 978-4-04-916453-4      |                             |

### Anime

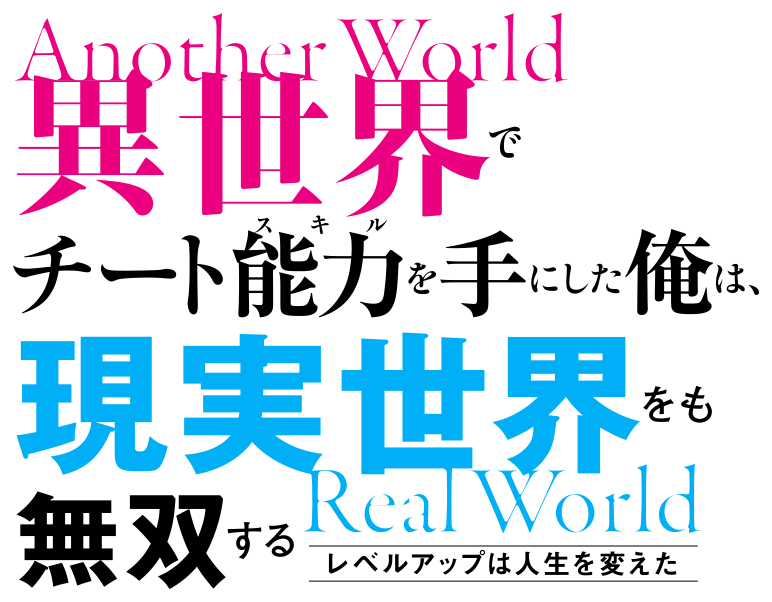
Logo originale della serie

Ad agosto 2022 è stato annunciato che la serie avrebbe ricevuto una serie televisiva anime. Essa è prodotta da TMS Entertainment e animata da Millepensee, con Shingo Tanabe alla regia, Shin Itagaki come direttore principale e supervisore delle sceneggiature, Hiromi Kimura che funge da direttore principale dell'animazione e che cura il character design e Akiyuki Tateyama che ha composto la colonna sonora. La serie è stata trasmessa dal 6 aprile al 29 giugno 2023 su Tokyo MX e altre reti. La sigla di apertura è Gyakuten geki (逆転劇? lett. "Drammatica rivincita") di Tsukuyomi, mentre la sigla di chiusura è Hachimitsu (ハチミツ? lett. "Miele") di Shikao Suga. I diritti per la trasmissione della serie in tutto il mondo, ad eccezione dell'Asia Pacifica, dove la serie è edita da Muse Communication, sono stati acquistati da Crunchyroll, che ne trasmetterà anche un doppiaggio in inglese. Il doppiaggio italiano è stato pubblicato su Crunchyroll dal 24 aprile al 17 luglio 2023. Il doppiaggio italiano è stato curato da Molok Studios di Milano sotto la direzione di Massimo Di Benedetto. L'adattamento dei dialoghi dell'edizione italiana è stato effettuato da Francesca Scivoli.
Un nuovo progetto anime è stato annunciato durante l'evento Fantasia Bunko Daikanshasai Online 2023 tenutosi il 14 ottobre 2023. In seguito è stato rivelato che si tratta di uno speciale televisivo, con Itagaki come regista e Kimura che torna come character designer.

#### Episodi
| Nº | Titolo italiano Giapponese 「Kanji」 - Rōmaji | In onda        | In onda        |
| Nº | Titolo italiano Giapponese 「Kanji」 - Rōmaji | Giapponese     | Italiano       |
| 1  | Verso un altro mondo 「異世界へ」 - Isekai e | 6 aprile 2023  | 24 aprile 2023 |
| 1  | Un ragazzo di nome Yuya Tenjō salva una ragazza da alcuni delinquenti, ma poi questi lo picchiano e fuggono. Rialzatosi, Yuya torna a casa e si scopre che fin dall'infanzia è stato vittima di bullismo per via del suo aspetto, tanto che i suoi genitori preferivano il fratello e la sorella in quanto più attraenti. Yuya vive da solo in una casa che ha ereditato da suo nonno, l'unico ad avergli voluto bene e che gli ha insegnato ad essere gentile con chi è in difficoltà. Dopo la consegna dei diplomi, Yuya viene picchiato da un bullo e perde i sensi, quindi fa tardi al suo lavoro part-time e viene licenziato. Alla sera, Yuya si sfoga in bagno e scopre una stanza segreta con un portale che lo conduce a un cottage in un altro mondo che funziona come un videogioco. Qui trova delle armi e, mentre sperimenta le sue abilità, appare un potente mostro all'esterno della barriera magica del cottage. Dall'interno di essa, Yuya lo uccide e sale al livello 100, poi durante la notte il suo corpo si trasforma, rendendolo alto, muscoloso e bello. Usando l'abilità di scambiare oggetti con degli yen, acquista nuovi vestiti per il suo primo giorno di scuola superiore. Una volta qui, gli ex bulli rimangono sbalorditi dal suo cambiamento mentre i fratelli gelosi continuano a denigrarlo, ma vengono interrotti dall'arrivo della ragazza che Yuya aveva salvato, che sembra conoscerlo. |                |                |
| 2  | La Osei Academy 「王星学園」 - Ōsei gakuen | 13 aprile 2023 | 1º maggio 2023 |
| 2  | La ragazza si presenta come Kaori Hojo e propone a Yuya di iscriversi alla celebre Osei Academy per conto del padre, il presidente d'amministrazione dell'istituto. I fratelli di Yuya sostengono di essere più adatti di lui, ma Kaori li rifiuta in quanto hanno continuato ad insultare Yuya, così questi parte con Kaori, lasciando i fratelli colmi d'astio. Arrivato alla Osei, Yuya parla con Tsukasa Hojo, il padre di Kaori, che lo rassicura che lì viene data più importanza alla persona piuttosto che ai voti, rendendo più semplice affinare le proprie abilità e divertirsi. Così Yuya frequenta una lezione di scienze tenuta dalla signorina Sawada e molte studentesse rimangono colpite dalla sua bellezza. In seguito Yuya stringe amicizia con Ryo e Shingo, sorprendendosi della gentilezza delle persone attorno a lui, quindi decide di iscriversi alla Osei. Concluse le lezioni, Kaori lo porta in un centro commerciale, mangiano una crêpe e la ragazza vorrebbe che iniziasse a chiamarla per nome anziché per cognome. Più tardi, Yuya si reca nell'altro mondo e nell'avventurarsi nella foresta salva una ragazza di nome Lexia da un mostro. Alla fine arrivano dei soldati a soccorrerla e Yuya usa il mimetismo per nascondersi. |                |                |
| 3  | Un cambio di vita 「人生の変化」 - Jinsei no henka | 20 aprile 2023 | 8 maggio 2023  |
| 3  | Yuya decide di comprare dei nuovi vestiti, quindi si reca ai grandi magazzini e attira l'attenzione di molte ragazze per via della sua bellezza. Nel frattempo, il fotografo Hikaru cerca un sostituto del modello Shō per un servizio fotografico assieme alla modella Miyu. Dopo che Yuya ha rifiutato gentilmente la compagnia di due ragazze interessate a lui, viene avvicinato da Hikaru che gli chiede di fargli da modello e Yuya accetta. Durante il servizio fotografico, Miyu si mostra attratta dall'inesperienza e dal fascino del ragazzo e inizia a legare con lui; nel frattempo nell'altro mondo la principessa Lexia vuole andare a cercare Yuya che l'aveva salvata nelle Terre Oscure. Sul set arriva Shō che vuole flirtare con Miyu, Yuya tenta di farlo desistere e Shō gli vuole tirare un pugno ma Yuya lo sconfigge istintivamente. Dato che l'evento è stato registrato dalle telecamere, Shō se ne va in quanto la sua carriera è rovinata, dopodiché Hikaru offre a Yuya un contratto come modello, ma questi declina, così il fotografo gli regala degli abiti firmati. Nell'altro mondo, Lexia e le sue guardie si trovano sotto attacco da parte di alcuni mostri, ma arriva Yuya che li salva, quindi Lexia gli chiede di sposarla. In Giappone, il capo di Miyu intende assumere Yuya prima che lo facciano le altre agenzia di moda.                                                          |                |                |
| 4  | Un primo passo verso il coraggio 「勇気の一歩」 - Yūki no ippo | 27 aprile 2023 | 15 maggio 2023 |
| 4  | Yuya invita i presenti a casa sua e scopre che Lexia è la principessa del regno di Arselia mentre Owen il capo dei cavalieri. Lexia chiede a Yuya di sposarla, ma dato che è troppo prematuro, gli propone di diventare sua amica e lui accetta, poi il ragazzo riceve un invito per avere un'udienza con suo padre, il re, e Lexia e le guardie lo salutano. Altrove, un misterioso uomo mascherato viene informato che il tentativo di omicidio di Lexia è stato sventato e intende vendicarsi di lei. Yuya inizia la sua vita alla Osei Academy, stringendo nuove amicizie e salva Kaede Kazama da un pallone vagante tirato da Akira Ichinose. Più tardi, fanno irruzione nel cortile la banda di teppisti Orchi Rossi, comandata dai fratelli di Yuya, che intendono vendicarsi di Kaori. Sebbene inizialmente paralizzato dalle sue paure, Yuya si fa coraggio e sconfigge i delinquenti da solo. Arrivata la polizia ad arrestare la banda, Head, il capo degli Orchi Rossi, cerca di uccidere Yota per averli fatti finire nei guai, ma Yuya salva comunque il fratello, portando quest'ultimo e la sorella a chiedergli scusa per averlo maltrattato in passato. |                |                |
| 5  | Una nuova famiglia 「新しい家族」 - Atarashii kazoku | 4 maggio 2023  | 22 maggio 2023 |
| 5  | Durante un'avventura nella foresta, Yuya salva un cucciolo di Fenrir nero da un Re degli orchi, dopodiché lo adotta come suo animale domestico e decide di chiamarlo Night. A scuola, Yuya dice di avere un cane e Kaede si offre di aiutarlo a comprare degli articoli in un negozio per animali dopo le lezioni. Più tardi, Yuya porta Night a fare una passeggiata in un parco, dove incontra Kaori e Miyu, poi Night recupera la borsa di una signora anziana da un delinquente, che Yuya sconfigge. Data la grande intelligenza di Night, Yuya lo porta con sé durante le sue avventure nel mondo parallelo per farsi aiutare nell'uccisione dei mostri, e in un'occasione abbattono un Cervo di cristallo, una creatura che brandisce le magie del fuoco e dell'acqua, e dal quale ottengono un oggetto che può materializzare vari tipi di vasche da bagno. In un'altra occasione, i due scoprono una grotta contenente i resti scheletrici di un uomo e un libro, il Grimorio del saggio. Nel frattempo, un uomo misterioso ingaggia un'assassina mascherata. |                |                |
| 6  | Il saggio e la magia 「賢者と魔法」 - Kenja to mahō | 11 maggio 2023 | 29 maggio 2023 |
| 6  | Secondo il Grimorio del saggio, il proprietario originale del cottage di Yuya padroneggiava ogni tipo di abilità conosciuta e fu invitato a diventare un dio ma rifiutò preferendo mantenere la sua umanità. Il libro consiglia a Yuya di circondarsi di persone che restino al suo fianco anche dopo aver scoperto quanto sia forte, dopodiché concede i poteri magici del saggio a Yuya e Night. Owen informa il re che Lexia vuole sposarsi con Yuya e nel frattempo all'Osei Academy viene organizzata una gita in campeggio di due giorni e Yuya finisce in gruppo con Kaede, Akira e Rin. Dato che Yuya non ha l'attrezzatura necessaria per il viaggio, i suoi amici lo portano ai grandi magazzini e si divertono in compagnia. Le ragazze si separano dal gruppo per fare delle compere ed ad un certo punto scoppia un incendio, quindi Yuya usa la magia dell'acqua per salvarle. Alla fine Yuya torna a casa da Night, mentre nel mondo parallelo un coniglio divino sfugge dagli attacchi di una ragazza circondata da un'aura malvagia che annuncia che distruggerà il mondo. |                |                |
| 7  | Un incontro nella foresta 「森の中の出会い」 - Mori no naka no deai | 18 maggio 2023 | 5 giugno 2023  |
| 7  | Yuya scopre che con la magia può aprire un portale per tornare da Night per dargli da mangiare quando sarà in gita, quindi inizia l'esplorazione nella foresta insieme a lui. Ad un certo punto i due vedono una ragazza che sta combattendo contro dei goblin d'élite ma viene sconfitta, quindi Yuya e Night intervengono e la salvano. In seguito la fanciulla si risveglia e si presenta come Luna, sostenendo di essere venuta nella foresta per allenarsi, poi chiede a Yuya se può aiutarla a migliorare e lui accetta. Tempo dopo, Yuya è costretto a prendersi una pausa dai loro allenamenti in quanto dovrà andare in gita, perciò Luna lo ringrazia lavandogli la schiena. Inizia la gita e gli studenti devono trascorrere il fine settimana sulle montagne cercandosi il cibo autonomamente e Yuya sorprende i suoi compagni pescando a mano il pesce per cena. Nell'altro mondo, Luna riflette sul suo passato e si scopre che è un'assassina mascherata nota con il nome di "cacciatrice di teste" e fa parte della Gilda delle tenebre e nel mentre Lexia si prepara per partire per un viaggio. |                |                |
| 8  | La gita scolastica 「校外学習」 - Kōgai gakushū | 25 maggio 2023 | 12 giugno 2023 |
| 8  | Tornato al campo, Yuya si assicura che Akira stia bene e cucina dei pasti deliziosi per gli altri e la signorina Sawada gli propone di sposarla, ma declina l'offerta. Più tardi, Yuya usa il portale per tornare a casa per dare da mangiare a Night, quindi ritorna al campeggio e si fa un bagno come gli altri. Il giorno dopo, i ragazzi trovano il campo devastato da qualcuno, il gruppo di Yuya si reca nella foresta e Akira è turbato da qualcosa, poi Yuya si ricorda che l'amico era stato un diversivo per gli orsi nei giorni precedenti. Poco dopo, un orso li insegue e attacca il campo, tutti fuggono ma Sawada inciampa e Yuya sconfigge l'orso, dopodiché Kaori afferma che l'animale verrà addestrato come orso da guardia. Il giorno dell'incontro con il re di Arselia, Yuya elimina dei mostri, salva la vita di Lexia e sconfigge l'assassina che ha tentato alla sua vita che si rivela essere Luna. Incapace di credere che sia malvagia, Yuya si teletrasporta con Lexia nel cottage per curare le ferite di Luna. |                |                |
| 9  | La principessa e l'assassina 「王女と暗殺者」 - Ōjo to ansatsusha | 1º giugno 2023 | 19 giugno 2023 |
| 9  | Chiarito il rapporto tra Yuya e Luna, Lexia si fa raccontare da Luna la storia della sua vita; questa rivela di essere un'orfana divenuta un'assassina per la Gilda delle tenebre e che il suo ultimo incarico era uccidere Lexia. Aspettandosi che verrà uccisa in ogni caso, Luna si sorprende per l'aiuto offertole da Yuya e Lexia, infatti la principessa la nomina come sua guardia del corpo. poi le ragazze fanno il bagno nella vasca di Yuya e si dichiarano rivalità per conquistarlo. Dopo aver trascorso la notte al cottage cenando e dormendo, Yuya accompagna le due fanciulle al confine della foresta, le affida a Owen poiché il giorno dopo dovrà andare a scuola, rinviando così la visita al re, poi Luna ringrazia Yuya con un bacio sulla guancia. In seguito, Yuya e Night vengono raggiunti da un piccolo cinghiale rosso e Yuya lo chiama Akatsuki. Tornato sulla Terra, Yuya partecipa a un torneo di giochi con la palla dell'accademia e si distingue come portiere. Lo stesso pomeriggio, Yuya viene sorteggiato per partecipare a tennistavolo e il capo di Miyu arriva alla Osei. |                |                |
| 10 | Maestro e discepolo 「師匠と弟子」 - Shishō to deshi | 8 giugno 2023  | 26 giugno 2023 |
| 10 | Il capo di Miyu propone a Yuya di entrare nel mondo dello spettacolo, ma il ragazzo rifiuta e viene salutato dalla modella Miyu. Poco dopo, il capo di Miyu vuole approfittare dell'evento sportivo dell'istituto per far fotografare Yuya mentre vi partecipa. Durante un'escursione a caccia di mostri nel mondo parallelo, Yuya viene attaccato da un Cinghiale di mithril ma viene salvato dal coniglio divino, che decide di addestrarlo nel tirare i calci. Il coniglio rivela che l'equilibrio del mondo è mantenuto dai Santi, gruppo di cui fa parte, che si oppongo alla Corruzione, e che vuole insegnare le sue abilità a Yuya che accetta di allenarsi per proteggere i suoi amici in entrambi i mondi. Sulla Terra, Yuya partecipa ai tornei di tennistavolo e pallavolo, distruggendo i campi da gioco con la sua forza, ma riesce ad aiutare Kaori in una partita di tennis, e questa lo ringrazia con un bacio sulla guancia. Una notte, il coniglio affronta una ragazza misteriosa con la magia insegnatagli da Yuya, ma la ragazza si ritira e decide che prenderà di mira Yuya con lo scopo di eliminarlo. |                |                |
| 11 | Alla capitale del regno 「いざ王都へ」 - Iza ōto e | 15 giugno 2023 | 3 luglio 2023  |
| 11 | Il capo di Miyu ultima uno speciale riguardante Yuya, il quale trascorre più tempo con Kaori in vista degli esami; in questa circostanza Kaori scopre accidentalmente la porta dell'altro mondo e Yuya rivela il suo segreto e lei promette di mantenerlo. Nella capitale di Arselia, Lexia presenta Luna a suo padre spiegando le circostanze del loro incontro e re Arnold pensa erroneamente che Yuya abbia approfittato della figlia per atti osceni e nel mentre, Reigar accelera i suoi piani per assassinare suo padre Arnold e sua sorella Lexia e rivendicare il trono. La Osei Academy viene chiusa per tre giorni dopo l'ultima competizione e Yuya si iscrive alla gilda dei mercanti e si reca al palazzo reale per incontrare il re, il quale ha una cattiva impressione nei suoi confronti. Ad un certo punto i sicari di Reigar tendono un'imboscata con una barriera antimagia, ma Yuya li sconfigge facilmente, dopodiché Lexia rimprovera il padre per il suo comportamento mentre Owen scopre che i sicari sono stati inviati da Reigar e chiede aiuto a Yuya per salvare il regno. |                |                |
| 12 | Un assalitore sconosciuto 「謎の襲撃者」 - Nazo no shūgekisha | 22 giugno 2023 | 10 luglio 2023 |
| 12 | Dopo l'assalto, Lexia e Luna invitano Yuya a fare un giro per la capitale e Owen li segue a distanza per offrire ulteriore protezione. Durante il giro, Yuya si mostra interessato alla gilda degli avventurieri e Luna decide di iscriversi assieme a lui, ma quando il ragazzo deve misurare quanto potere magico ha tramite un cristallo, questo è talmente potente da frantumare la sfera, indicando che le sue capacità vanno oltre il normale e attira l'attenzione di Glena, un'altra avventuriera, che poi se ne va. Yuya e le ragazze accettano l'incarico di cercare alcune erbe, poi arriva Owen che afferma che è stato trovato Reigar e parte con Yuya per catturarlo. Giunti nel nascondiglio di Reigar, Yuya e i soldati lo catturano, ma appare la ragazza della Corruzione che spiega di aver sfruttato Reigar con l'intento di tentare un colpo di stato e di innescare una guerra genocida, quindi tenta di ucciderlo ma Yuya lo salva e la ragazza si ritira poiché ha esaurito le energie. Intanto sulla Terra, Kaori vuole fare visita a Yuya ma non trovandolo in casa se ne va. |                |                |
| 13 | Yuya e Kaori 「優夜と佳織」 - Yūya to Kaori | 29 giugno 2023 | 17 luglio 2023 |
| 13 | Tornato al palazzo reale, Yuya partecipa al processo di Reigar che rivela che il suo volto e parte del suo corpo sono stati accidentalmente bruciati da Lexia quando la sua magia è andata fuori controllo anni prima, il che lo ha portato ad andare fuori controllo. Ricordandosi della sua vecchia vita, Yuya usa un elisir magico per curare il principe e Lexia perdona il fratello per i suoi crimini, e come ricompensa, re Arnold nomina cavaliere Yuya e gli dona le ex proprietà di Reigar. Dopo aver fatto un incubo in cui viene ucciso dalla ragazza della Corruzione, Yuya inizia a trascurare i suoi amici per cercare di salire di livello e durante un allenamento la ragazza gli tende un'imboscata. Kaori, preoccupata per Yuya, attraversa il portale e assiste alla loro battaglia, poi arriva il coniglio divino, che dice che la ragazza si chiama Yuti e le ricorda che lei è l'erede del Santo dell'arco, il quale era un protettore dell'umanità, anche se è stato ucciso da quest'ultima. Yuti rifiuta di arrendersi e libera tutto il suo potere, ma viene neutralizzata da Akatsuki, poi il coniglio divino lascia la ragazza alle cure di Yuya, e Kaori riconferma la fiducia che ripone in Yuya. Alla fine, Kaori incontra Lexia e Luna con cui stringe amicizia, Yuya e i suoi fratelli si ricongiungono e Yuti si reca sulla Terra e si iscrive alla Osei Academy.                              |                |                |

### Videogioco
il 17 marzo 2023 è stato annunciato un videogioco per browser MMORPG free-to-play dedicato alla serie, intitolato I Got a Cheat Skill in Another World and Became Unrivaled in the Real World Too: Parallel Universe. Sarà lanciato sulla piattaforma G123 in più lingue.

## Accoglienza
A maggio del 2018, la web novel ha vinto il Gran Premio al 3° Kakuyomu Web Novel Contest nella divisione Science Fiction/Modern Fantasy. A febbraio del 2023 la serie ha 2 milioni di copie in circolazione mentre ad ottobre dello stesso anno ha raggiunto i 3 milioni.